# Montreal Castors
El Montreal Castors (en francés: Les Castors de Montreal) fue un equipo de fútbol de Canadá que jugó en la Canadian National Soccer League, la desaparecida primera división nacional.

## Historia
Fue fundado en el año 1975 en la ciudad de Montreal por el empresario zapatero Tony Iammatteo como equipo de la segunda liga canadiense. En la temporada 1975 terminaron subcampeones y obtuvieron el ascenso a la Canadian National Soccer League.
Su primera temporada en primera división terminó subcampeón, y más tarde fue campeón nacional en dos ocasiones, pero a pesar de ser campeón nacional, no iba gente al estadio, apenas registraban 1000 aficionados por partido, además de las deudas contraídas por el equipo por la inversión en la contratación de jugadores y el fracaso que fue para Iammatteo en conseguir un equipo para la NASL de Estados Unidos, sumado a que la liga no otorgaba premios económicos por ser una liga de aficionados.
El club no participa en la temporada de 1979 y desaparece.

## Palmarés
- Canadian National Soccer League: 2

1977, 1978

## Temporadas
| Año  | División | Liga              | Posición |
| ---- | -------- | ----------------- | -------- |
| 1976 | "2"      | NSL, 2nd Division | 2.º      |
| 1977 | "1"      | NSL               | 2.º      |
| 1978 | "1"      | NSL               | 1.º      |
| 1979 | "1"      | NSL               | 1.º      |

- Fuente:[5]

## Jugadores

### Jugadores destacados
- Brito
- Tino Lettieri
- Gordon Wallace[6]